# ليهلوهونولو ماجورو
ليهلوهونولو ماجورو (بالإنجليزية: Lehlohonolo Majoro)‏ (مواليد 19 أغسطس 1986) هو لاعب كرة قدم جنوب أفريقي يلعب حاليا لصالح كايزر تشيفز في دوري الدرجة الممتازة. ويجيد اللعب في خط الهجوم.
شارك ماجورو لأول مرة مع منتخب جنوب أفريقيا في 14 مايو 2011 ضد تنزانيا في مباراة دولية.

## وصلات خارجية
- ليهلوهونولو ماجورو على موقع قاعدة بيانات كرة القدم.إي يو (الإنجليزية)
- ليهلوهونولو ماجورو على موقع ناشيونال فوتبول تيمز (الإنجليزية)
- ليهلوهونولو ماجورو على موقع Soccerway.com (الإنجليزية)